# Antonín Žalský
Antonín Žalský (né le 7 août 1980 à Jilemnice) est un athlète tchèque, spécialiste du lancer du poids. 

## Palmarès
| Date | Compétition           | Lieu      | Résultat | Marque  |
| ---- | --------------------- | --------- | -------- | ------- |
| 2010 | Championnats d'Europe | Barcelone | 6e       | 20,01 m |
| 2012 | Championnats d'Europe | Helsinki  | 6e       | 19,94 m |
| 2013 | Championnats du monde | Moscou    | 11e      | 19,54 m |

### Records
| Épreuve         | Épreuve      | Performance | Lieu   | Date            |
| --------------- | ------------ | ----------- | ------ | --------------- |
| Lancer du poids | En pleir air | 20,71 m     | Turnov | 23 mai 2004     |
| Lancer du poids | En salle     | 19,63 m     | Prague | 26 février 2006 |